# Девятый вал (картина Айвазовского)
«Девятый вал» — одна из самых знаменитых картин российского художника-мариниста Ивана Айвазовского, хранится в Русском музее в Санкт-Петербурге (инв. Ж-2202). Написана в 1850 году.
Живописец изображает море после очень сильного ночного шторма и людей, потерпевших кораблекрушение. Лучи солнца освещают громадные волны. Самая большая из них — девятый вал — готова обрушиться на людей, пытающихся спастись на обломках мачты. 
Несмотря на то, что корабль разрушен, и осталась только мачта, люди на ней живы и продолжают бороться со стихией. Тёплые тона картины делают море не таким суровым и дают зрителю надежду, что люди будут спасены.
Размер картины — 221 × 332 см. Внизу, на мачте, подпись и дата: Айвазовскій 1850; в правом нижнем углу красным: 5; на обороте черным: № 2506.
В Русский музей картина поступила в 1897 году из Эрмитажа.
В 1857 году автор написал миниатюру картины (авторскую реплику). Размер миниатюры: 28 х 42,2 см, она хранится в Государственном художественном музее Алтайского края.

## Критика
Льюис Кэрролл в своих «Дневниках путешествия в Россию в 1867 году» так писал о своём посещении Эрмитажа 21 августа:
Но, возможно, самая поразительная из всех русских картин — это морской пейзаж, недавно приобретённый и ещё не получивший номера; она изображает шторм: на переднем плане плывёт мачта погибшего корабля с несколькими уцелевшими членами команды, цепляющимися за неё, сзади волны вздымаются как горы, и их вершины обрушиваются фонтанами брызг под яростными ударами ветра, в то время как низкое солнце сияет сквозь более высокие гребни бледно-зелёным светом, который совершенно обманчив, в том смысле, что кажется, будто он проходит сквозь воду.
Я видел, как этот эффект пытались воспроизвести на других картинах, но никому не удавалось это сделать с таким совершенством.